# Revište
Hrad Revište je zřícenina gotického hradu ležící na katastrálním území města Žarnovica (městská část Revištské Podzámčie) v okrese Žarnovica v Banskobystrickém kraji. Nachází se na okraji zalesněného srázu na pravém břehu řeky Hron.

## Historie
Hrad pochází pravděpodobně z druhé poloviny 13. století, kdy byl postaven spolu se Šášovským hradem na opačné straně Hronu. Jejich význam spočíval v ochraně úzkého průchodu, kterým vedla obchodní cesta k středoslovenským hornickým městům.
V listině se připomíná v roce 1265 a později v roce 1331. Právě 14. století je považováno za těžiště jeho vzniku. Je uváděn jako hrad královský. Procházel rukama několika majitelů (jágerský biskup, Jan Jiskra z Brandýsa). Ten se stal majitelem hradu v roce 1447; koncem 15. století ho manželka krále Matyáše Korvína Beatrix darovala Dóczyům, kteří se stali postrachem okolí a zaměřili svou rozpínavost zejména proti hornickým městům (nezřídka se uchylovali k obyčejným přepadům a rabování). V jejich majetku byl až do vymření rodu v roce 1647. Po tomto roce se opět spolu s okolními vesnicemi dostal do královského majetku. Po nějakou dobu ve správě jednoho z rodů z Banské Bystrice rodiny Grueberů.
Hrad byl těžce poškozen během povstání Imricha Tökölyho, ale vzápětí byl opraven. Poslední využití hradu bylo na konci 18. století, kdy se zde nacházely ubytovny vojáků. Po jejich odchodu hrad pustl a již v 19. století byl pouze ruinou. Dnes tvoří malebné zříceniny zasazené do hustého lesního porostu.

## Popis
Skalní bradlo, na kterém hrad postavili, ovlivnilo jeho tvar. Hrad se skládal z vnitřní opevněné věže a nádvoří s palácem. Vstup z dolního do horního nádvoří chránila kruhová bašta. Hrad dostal později renesanční opevnění, které uzavíralo na jižní straně předhradí. Do současnosti se ze staveb hradu zachovala část obvodového zdiva s mnoha destrukcemi a zbytky obytných budov.